# さくら都市
株式会社さくら都市（英: Sakuratoshi Co.,Ltd.）は、千葉県木更津市に本社を置く不動産会社である。

## 概要
2000年 (平成12年) 有限会社 さくら都市住宅販売として設立。同年10月に宅地建物取引業の免許を取得。現在は社名を株式会社 さくら都市に変更し、千葉県を中心として現12店舗出店している。主な事業として、中古住宅を買取り　リフォームもしくはリノベーションをしたのち再生住宅として販売をしている。

## 沿革
- 2000年 (平成12年)
  - 7月 - 千葉県木更津市太田4丁目19番6号に有限会社 さくら都市住宅販売を資本金500万円にて設立
  - 10月 - 宅地建物取引業免許取得（千葉県知事(1)第14026号）
- 2001年 (平成13年) 
  - 4月 - 資本金1,000万円増資。商号を株式会社 さくら都市住宅販売に変更
- 2002年 (平成14年) 
  - 1月 - 木更津市中央1丁目5番9号（旧本社ビル）購入
  - 10月 - さくら都市グループ　有限会社 幸楽都市【物件の仕入、社有物件リフォーム会社】 設立
  - 10月 - 木更津市商工会議所に加入
- 2003年 (平成15年) 
  - 4月 - 木更津市中央1丁目5番9号（旧本社ビル）に事務所を移転
- 2004年 (平成16年) 
  - 9月 - 社名を「株式会社 さくら都市住宅販売」から「株式会社 さくら都市」に変更
- 2005年 (平成17年) 
  - 11月 - 株式会社 さくら都市　宅地建物取引業免許更新　千葉県知事(2)第14026号
- 2006年 (平成18年) 
  - 1月 - （社法）千葉県経営者協会　入会
  - 4月 - 木更津市請西4-5-15　新社屋予定地購入
  - 4月 - 国土交通大臣指定　公益財団法人東日本不動産流通機構　加盟
  - 4月 - 首都圏不動産公正取引協議会　加盟
  - 4月 - 公益社団法人不動産保証協会　加入
  - 4月 - 公益社団法人全日本不動産協会　加入
  - 5月 - 有限会社 幸楽都市　宅地建物取引業免許取得　千葉県知事(1)第15199号
- 2008年 (平成20年) 
  - 8月 - 木更津市請西4-5-15　新社屋落成の為、移転
- 2010年 (平成22年) 
  - 11月 - 株式会社 さくら都市　宅地建物取引業免許更新　千葉県知事(3)第14026号
- 2011年 (平成23年) 
  - 5月 - 有限会社 幸楽都市　宅地建物取引業免許更新　千葉県知事(2)第15199号
  - 5月 - 公益社団法人　全国宅地建物取引業保証協会　加入
  - 5月 - 一般社団法人　千葉県宅地建物取引業協会　加入
  - 6月 - 株式会社 さくら都市　加盟団体変更
- 2012年 (平成24年) 
  - 7月 - 収益物件事業、賃貸アパートのSKY CITYシリーズ開始
- 2013年 (平成25年) 
  - 1月 - 収益物件事業、賃貸マンションのさくら都市マンションシリーズ開始
  - 7月 - 有限会社幸楽都市　資本金を2,300万円に増資
- 2014年 (平成26年) 
  - 5月 - 君津市外箕輪2丁目に君津支店開設
  - 7月 - さくら都市グループ (株)さくら都市リフォーム【請負リフォーム会社】設立
- 2015年 (平成27年) 
  - 7月 - 袖ケ浦市神納2丁目に袖ケ浦支店開設
  - 8月 - 有限会社 幸楽都市　資本金4,300万円に増資
  - 11月 - 株式会社 さくら都市　宅地建物取引業免許更新　千葉県知事(4)第14026号
  - 11月 - 有限会社 幸楽都市　資本金を5,300万円に増資
- 2016年 (平成28年)
- 5月 - 株式会社 さくら都市　資本金を3,000万円に増資
  - 5月 - 有限会社 幸楽都市　宅地建物取引業免許更新　千葉県知事(3)第15199号
  - 7月 - 市原市更級1丁目に市原支店開設
  - 8月 - 株式会社 さくら都市　資本金を4,200万円に増資
  - 10月 - 株式会社 さくら都市　資本金を8,500万円に増資
- 2017年 (平成29年) 
  - 6月 - 千葉市に千葉支店開設
  - 9月 - さくら都市グループ（有）幸楽都市　銀行保証付社債（千葉興銀）発行
- 2018年 (平成30年) 
  - 3月 - さくら都市グループ（有）幸楽都市　銀行保証付社債（千葉興銀）第2回発行
  - 4月 - 千葉県木更津市請西4丁目6番26号に株式会社さくら都市 木更津請西支店オープン
  - 6月 - 千葉県市原市君塚2丁目22番23号に株式会社さくら都市 市原八幡宿支店オープン
  - 7月 - 千葉県木更津市請西4丁目6番1号に株式会社さくら都市 木更津請西第2支店オープン
  - 8月 - 株式会社 さくら都市　資本金を9,800万円に増資
- 2019年 (平成31年) 
  - 3月 - 千葉県佐倉市王子台1丁目27番地20 kana-maison臼井101に株式会社さくら都市 佐倉支店オープン
- 2019年 (令和元年) 
  - 6月 - 千葉県茂原市茂原1578-2に株式会社さくら都市 茂原支店オープン
- 2020年 (令和2年) 
  - 7月 - 株式会社さくら都市　国土交通大臣免許取得　国土交通大臣(1)第9754号
- 2020年 (令和2年) 
  - 8月 - 神奈川県川崎市川崎区殿町3-5-8　アヴェニュー1階に株式会社さくら都市 川崎支店オープン
- 2021年 (令和3年) 
  - 5月 - 有限会社 幸楽都市　宅地建物取引業免許更新　千葉県知事(4)第15199号
- 2021年 (令和3年) 
  - 8月 - さくら都市従業員・従業員家族の福利厚生施設を癒し館オープン（旧請西第二支店）
- 2021年 (令和3年) 
  - 9月 - 千葉県市原市根田4-1-12　さくら都市5番館1Fに株式会社さくら都市 市原東支店オープン
- 2021年 (令和3年) 
  - 12月 - 千葉県木更津市東中央1-3-1　さくら都市ビル壱号に株式会社さくら都市 木更津支店オープン
- 2022年 (令和4年) 
  - 4月 - さくら都市従業員・従業員家族の福利厚生施設を癒し館千葉オープン（千葉支店2F）
- 2023年 (令和5年) 
  - 3月 - 千葉県鎌ケ谷市道野辺本町1-4-7に株式会社さくら都市 鎌ケ谷支店オープン